# Monahans
La ville de Monahans est le siège du comté de Ward, dans l’État du Texas, aux États-Unis. Sa population s’élevait à 6 953 habitants lors du recensement de 2010, estimée à 7 638 habitants en 2016. À noter qu’une fraction de la localité s’étend sur le comté de Winkler.

## Source
- (en) Cet article est partiellement ou en totalité issu de l’article de Wikipédia en anglais intitulé « Monahans, Texas » (voir la liste des auteurs).